# 格朗尚 (厄尔省)
格朗尚（法語：Granchain，法語發音：[ɡʁɑ̃ʃɛ̃]）是法国厄尔省的一个旧市镇，位于该省西部略偏南，属于贝尔奈区。2016年1月1日，格朗尚和相邻的另外15个市镇合并为新市镇乌什地区梅尼勒（Mesnil-en-Ouche）。

## 地理
格朗尚（49°2'26"N, 0°39'31"E）面积8.12 平方千米，位于法国诺曼底大区厄尔省，该省份为法国北部内陆省份，北起滨海塞纳省，西接奧恩省和卡爾瓦多斯省，南至厄尔-卢瓦省，东临瓦兹省、瓦兹河谷省和伊夫林省。
与格朗尚接壤的市镇（或旧市镇、城区）包括：容克雷德利韦。

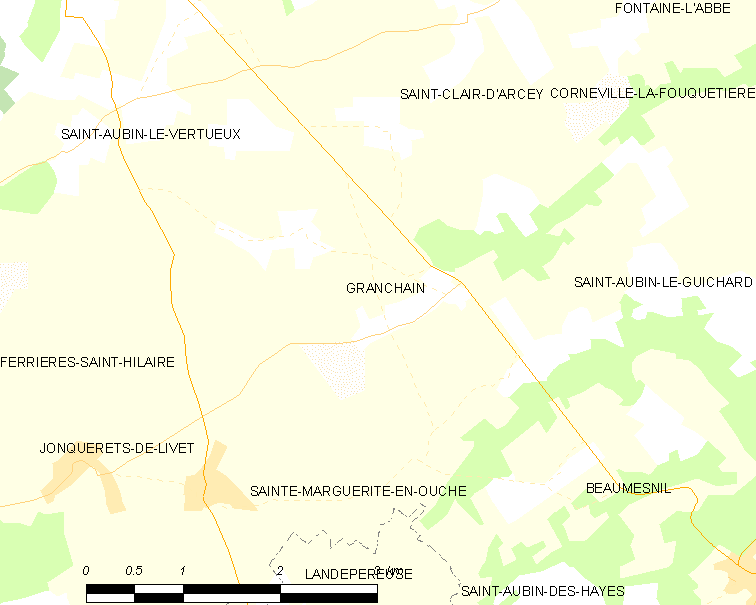
的OSM定位图

格朗尚的时区为UTC+01:00、UTC+02:00（夏令时）。

## 行政
格朗尚的邮政编码为27410，INSEE市镇编码为27296。

## 政治
格朗尚所属的省级选区为贝尔奈县。

## 人口

1962-2008年间人口变化图示

格朗尚于2018年1月1日时的人口数量为226人。